# .30-03 Springfield

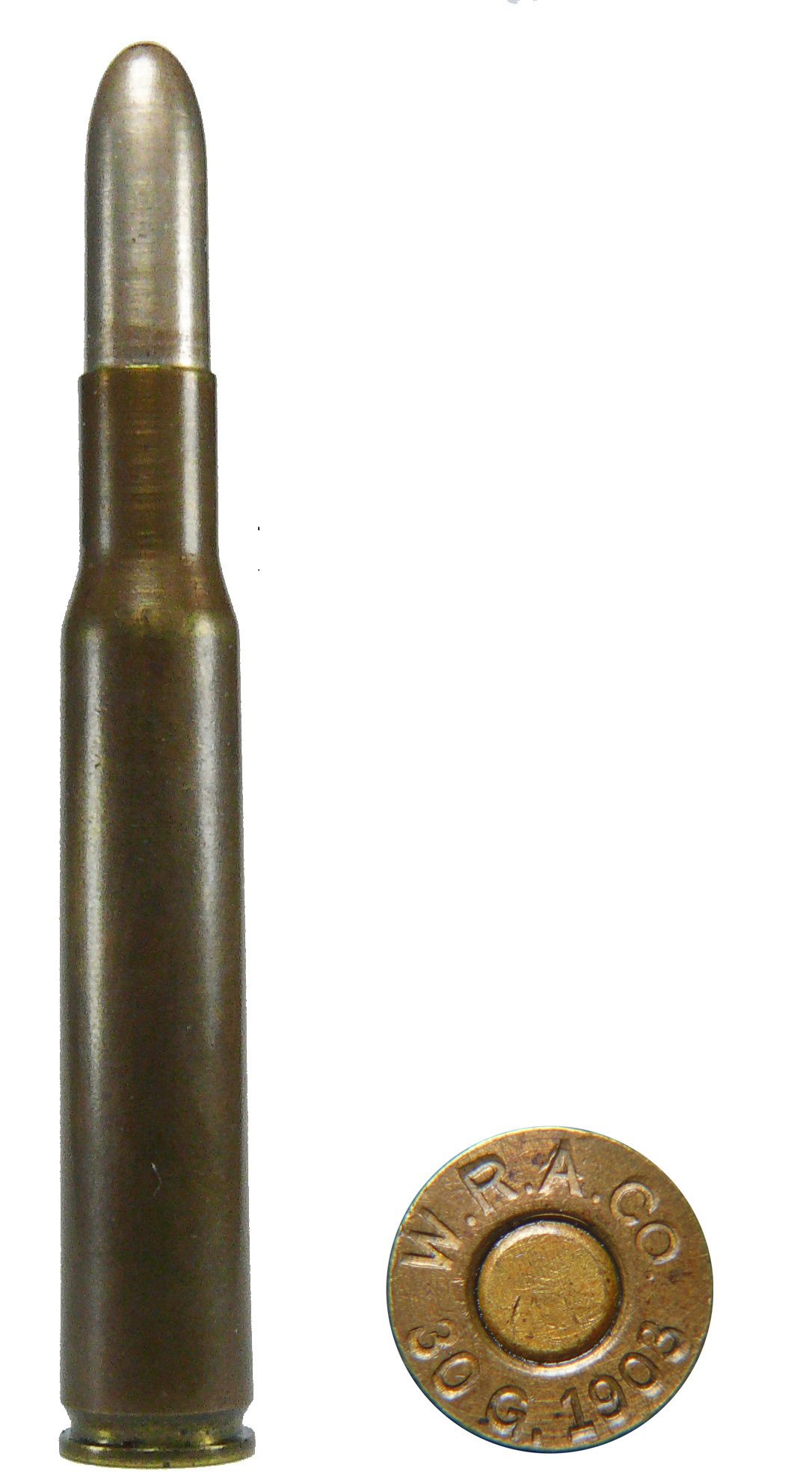
Um cartucho .30-03.

O .30-03 Springfield (ou 7.62×65mm ou simplesmente .30-03), foi um cartucho de fogo central de rifle que teve vida curta desenvolvido pelos Estados Unidos em 1903, para substituir o .30-40 Krag no novo rifle M1903 Springfield.

## Características
O .30-03 também foi chamado de .30-45, pois usava uma carga de pólvora de 45 grãos (2,9 g); o nome foi alterado para .30-03 para indicar o ano de adoção. Usou uma bala de ponta redonda de 220 grãos (14 g), herdada de seus antecessor, o 30-01. Ele foi substituído depois de apenas três anos de serviço pelo .30-06, que usava uma bala Spitzer com melhor desempenho balístico.[carece de fontes?]